# 卢西娜
卢西娜（英語：Lucina）。古罗马女性神祇之一。凭借在古罗马神话之中负责妇女的生产过程与生活劳动而著名，另外她还因为管理着儿童的出生和成长而影响深远。